# Leirvik
Cet article possède un paronyme, voir Lerwick.
Leirvik est une ville norvégienne située sur l’ile et la kommune de Stord, dans le Hordaland.